# Zemeș
Zemeș est une commune roumaine située dans le județ de Bacău.